# Attentato di Manchester del 22 maggio 2017
L'attentato di Manchester del 22 maggio 2017 è stato un attacco suicida avvenuto alla Manchester Arena nell'omonima città, alle ore 22:30 locali, al termine del concerto della cantante statunitense Ariana Grande.
L'esplosione ha provocato 23 morti (incluso l'attentatore) e 250 feriti, il che lo rende il peggior attacco avvenuto nel Regno Unito dagli attentati di Londra del 7 luglio 2005. Il giorno dopo l'attentato lo Stato Islamico (ISIS) ne ha rivendicato la responsabilità.

## Esplosioni
Alle ore 22:30 (ora locale) la struttura è colpita da due esplosioni, precisamente nei pressi della biglietteria, avvertite dal pubblico al suo interno poco dopo la fine della tappa del Dangerous Woman Tour di Ariana Grande.
L'esplosivo usato è il perossido di acetone, utilizzato anche come esplosivo negli attentati di Parigi e negli attentati di Bruxelles e che si ritiene sia stato utilizzato anche negli attentati di Londra del 2005.

## Vittime
Ventitré persone, compreso l'attentatore, sono rimaste uccise; i feriti sono 250, tra i quali  dodici ragazzini al di sotto dei 16 anni.

## Autore
L'autore dell'attacco è stato Salman Ramadan Abedi, un giovane di 22 anni, terzo di quattro figli di una famiglia libica. Nato nel 1994 a Manchester, trascorse parte della sua infanzia nei pressi del centro della città, prima di trasferirsi nel quartiere di Fallowfield. I suoi genitori, entrambi nativi di Tripoli, nel 2011 decisero di tornare in Libia, durante la prima guerra civile, in qualità di miliziani anti-Gheddafi, mentre Abedi rimase nel Regno Unito.
Nel 2014 si iscrisse all'Università pubblica di Salford, dove decise di frequentare il corso di business management, studi che in seguito abbandonò. Abedi era noto alle forze dell'ordine, prevalentemente poiché coinvolto frequentemente all'interno di alcune gang londinesi ed anche per la sua successiva conversione all'islamismo radicale.

## Reazioni all Attentato
Il premier Theresa May e il capo dell'opposizione Jeremy Corbyn hanno condannato l'attentato, mentre la regina ha espresso le sue condoglianze alle famiglie delle vittime. In seguito all'attacco, la campagna per le elezioni generali è stata sospesa da tutti i partiti politici.
Numerosi messaggi di solidarietà alle famiglie delle vittime sono stati espressi da decine di Paesi e da molti leader internazionali e religiosi, tra cui António Guterres, Patricia Scotland, Jean-Claude Juncker, Papa Francesco e dal segretario Generale dell'Organizzazione della Cooperazione Islamica, Yousef Al-Othaimeen.
Ariana Grande ha sospeso il suo tour al 5 giugno 2017 ed ha pubblicato sul suo account ufficiale di Twitter: "Distrutta. Dal profondo del mio cuore, mi dispiace davvero, davvero tanto. Non ho parole". Successivamente, sempre tramite il suo account Twitter, ha annunciato un concerto di beneficenza (One Love Manchester) in onore delle vittime della strage e le persone presenti il giorno dell'attentato, che si è tenuto il 4 giugno. Sono state raccolte 10 milioni di sterline e l'intera somma è stata devoluta alla Croce Rossa Britannica.